# Żalanka
Żalanka (ukr. Жалянка) – wieś na Ukrainie, w obwodzie rówieńskim, w rejonie hoszczańskim. W 2001 roku liczyła 74 mieszkańców.